# You’re Going to Lose That Girl
 You're Going to Lose That Girl – piosenka zespołu The Beatles napisana przez Paul McCartneya i John Lennona. Utwór ukazał się na albumie Help!.
Tytuł piosenki występuje w 2 odmianach pisowni, jako: „You're Going to Lose That Girl” lub „You're Gonna Lose That Girl”, w zależności od wersji edycji płyty.

## Podział ról
1. John Lennon – wokal przewodni, gitara akustyczna
2. Paul McCartney – wokal, gitara basowa, fortepian
3. George Harrison – wokal, gitara
4. Ringo Starr – perkusja, bongosy